# Koggenland
Koggenland – gmina w Holandii, w prowincji Holandia Północna.

## Miejscowości
Avenhorn, Berkhout, Bobeldijk, De Goorn (siedziba gminy), Grosthuizen, Hensbroek, Obdam, Oostmijzen, Oudendijk, Rustenburg, Scharwoude, Spierdijk, Ursem (częściowo, część miejscowości leży w gminie Alkmaar), Wogmeer, Zuid-Spierdijk, Zuidermeer.